# Étrabonne
Étrabonne település Franciaországban, Doubs megyében. Lakosainak száma 184 fő (2022. január 1.). Étrabonne Jallerange, Le Moutherot, Pagney, Romain, Rouffange, Courchapon, Lantenne-Vertière és Mercey-le-Grand községekkel határos.

## Népesség
A település népességének változása:
| Lakosok száma | 92   | 101  | 101  | 158  | 190  | 195  | 191  | 188  | 187  | 184  |
|               | 1968 | 1982 | 1990 | 2006 | 2013 | 2015 | 2017 | 2019 | 2020 | 2022 |